# Heino Eller

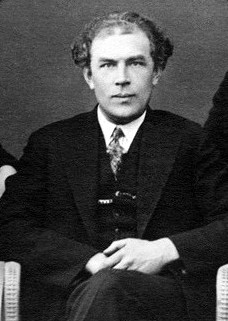
Heino Eller, c. 1930

Heino Eller (* 7. März 1887 in Tartu; † 16. Juni 1970 in Tallinn) war ein estnischer Komponist und Musikpädagoge.

## Leben und Wirken

### Frühe Jahre
Heino Eller schloss 1907 die Schule in Tartu ab. Seit früher Jugend nahm er private Violinstunden und spielte in zahlreichen Formationen und Orchestern. 1907/08 studierte er Geige am Sankt Petersburger Konservatorium sowie von 1913 bis 1915 und 1919/20 Komposition und Musiktheorie. Von 1908 bis 1911 war er als Jura-Student eingeschrieben. Während des Ersten Weltkriegs kämpfte er als Soldat in der russischen Armee.

### Musikpädagoge
Von 1920 bis 1940 unterrichtete Eller Komposition und Musiktheorie an der Höheren Musikschule in Tartu (Tartu Kõrgem Muusikakool). Während seiner Zeit als Hochschullehrer in Tartu prägte er die sogenannte „Tartu Kompositionsschule“. Sie bereitete vielen hochrangigen estnischen Komponisten wie Eduard Tubin den Weg. Sie bildete das Gegenstück zu sogenannten „Tallinner Schule“, die maßgeblich von Artur Kapp beeinflusst wurde.
Von 1940 bis zu seinem Tod 1970 war Heino Eller Dozent am Staatlichen Tallinner Konservatorium (Tallinna Riiklik Konservatoorium), der heutigen Estnischen Musik- und Theaterakademie. Bedeutende Schüler Ellers waren dort unter anderem Villem Kapp, Kaljo Raid, Boris Kõrver, Anatoli Garshnek, Leo Normet, Valter Ojakäär, Uno Naissoo, Arne Oit, Jaan Rääts, Heino Jürisalu, Arvo Pärt, Alo Põldmäe und Lepo Sumera.

### Komponist

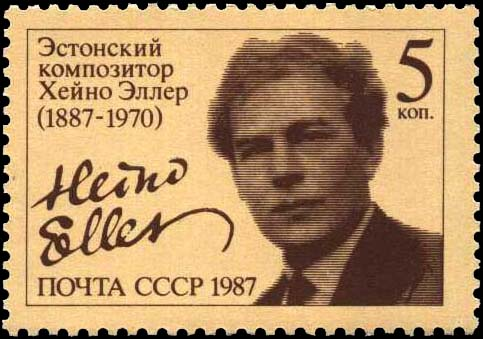
Heino Eller, Briefmarke der UdSSR 1987

Heino Eller wird als begabter Musikpädagoge und genialer Komponist beschrieben. Sein Schwerpunkt lag auf der Instrumentalmusik. Er gilt als ein Gründer der estnischen Sinfonie- und Kammermusik. Vor allem seine sinfonischen Werke erreichten internationale Berühmtheit. Sein Klang wird als „nordisch“ und „frisch“ beschrieben.
Heino Eller war ein tonaler Künstler. In seinem Werk verarbeitete er traditionelle estnische Elemente und Volksweisen, ließ sich aber auch vom Impressionismus, Expressionismus und anderen Musikströmungen des 20. Jahrhunderts inspirieren. Daneben prägten ihn insbesondere Frédéric Chopin, Edvard Grieg und Jean Sibelius, den er als junger Mann selbst erlebte.
Besondere Beachtung fanden die frühen Werke Videvik (1917) und Koit (1918), daneben auch Neenia (1928), die Elegie für Harfe und Streicher (1931), die Lyrische Suite (1945) und die Fünf Stücke für Streichorchester (1953). Sein Gesamtwerk umfasst drei Sinfonien, mehrere sinfonische Stücke, ein Violinkonzert, fünf Streichquartette, vier Klaviersonaten, zwei Violinsonaten und über 200 kleinere Stücke, vor allem für Klavier (die bekanntesten sind „Kellad“, „Liblikas“ und „13 klaveripala eesti motiividel“).

### Privates
Heino Eller war mit der Pianistin Anna Kremer verheiratet, die 1942 in einem nationalsozialistischen Konzentrationslager ums Leben kam.

## Auszeichnungen
1948 und 1965 wurde Heino Eller der Staatspreis der Estnischen Sozialistischen Sowjetrepublik verliehen, 1965 und 1970 der Leninorden. 1953 erhielt Eller die Auszeichnung „Verdienter Künstler der Estnischen SSR“ und 1967 Volkskünstler der UdSSR (Народный артист СССР).
1971 wurde die Höhere Musikschule Tartu nach Heino Eller benannt. Eine von der estnischen Bildhauerin Aime Kuulbusch geschaffene Erinnerungstafel befindet sich in Tallinn.

## Heino-Eller-Musikpreis
1998 stiftete das Estnische Theater- und Musikmuseum einen nach Heino Eller benannten Musikpreis, der jährlich am Geburtstag des Künstlers vergeben wird. Er zeichnet junge estnische Komponisten oder Interpreten der Musik von Heino Eller aus. Der Preis ist mit 15.000 Estnischen Kronen dotiert.
- 1998 – Heljo Sepp
- 1999 – Toomas Trass, Juha Kangas (Finnland)
- 2000 – Helena Tulve, Mart Humal
- 2001 – Tõnu Kõrvits, Sunho Kim (Südkorea)
- 2002 – Timo Steiner, Tõnu Kaljuste, Aleksandra Juozapenaite-Eesmaa
- 2003 – Galina Grigorjeva, Urmas Vulp, Olga Voronova, Henry-David Varema, Toomas Nestor
- 2004 – Mirjam Tally, Märt-Matis Lill
- 2005 – Tõnis Kaumann
- 2006 – Ülo Krigul, Vivian Tordik
- 2007 – Mart Siimer, Alo Põldmäe
- 2008 – Tatjana Kozlova
- 2009 – Tauno Aints, Reet Remmel, Mart Humal, Rein Seppius
- 2010 – Tiia Järg
- 2011 – Sten Lassmann
- 2017 – Liisa Hirsch